# Border Campaign
Die Border Campaign (englisch: Grenzkampagne, IRA-intern auch Operation Harvest genannt) war eine Serie von Anschlägen der Irish Republican Army (IRA) ab 1956. Die Ziele der Anschläge lagen in Nordirland nahe der Grenze zur Republik Irland. Mangels Unterstützung in der Bevölkerung wurde die Kampagne 1962 eingestellt.

## Geschichte

### Vorbereitung
Im Verlaufe des Zweiten Weltkrieges hatte die IRA praktisch aufgehört zu existieren. Ihre Untergrundtätigkeit während des Krieges auf dem britischen Festland konnte von der britischen Polizei und den Geheimdiensten leicht unterbunden werden. Auch in der Republik Irland wurde massiv gegen sie vorgegangen. Der damalige Premier Eamon de Valera befürchtete, dass die Anschläge gegen britische Ziele die Neutralität Irlands gefährdeten. Er tat sein Möglichstes, um die Strukturen der IRA zu zerschlagen. Nach 1945 fanden sich wenige Versprengte zusammen, um die IRA zu reorganisieren. Vornehmliches Ziel war die Wiederbewaffnung und die Fortsetzung des Kampfes gegen die Teilung Irlands. 1948 fand erstmals seit zehn Jahren eine Army Convention statt; das höchste Gremium der IRA wählte eine neue Führung.
Bereits in den 1930er Jahren hatte es innerhalb der IRA einen Meinungswandel gegeben. Zwar wurden die Regierungen Nordirlands und des Irischen Freistaats weiterhin als Institutionen angesehen, die die Teilung Irlands aufrechterhalten und damit eine Ausübung des Selbstbestimmungsrechtes des irischen Volkes verhindern. Zugleich wurden qualitative Unterschiede anerkannt: Während Nordirland weiterhin unter direkter Kontrolle Großbritanniens stehe, gebe es im Süden der Insel ein gewisses Maß an Autonomie. Der Armeerat der IRA wies die Mitglieder in der General Army Order No. 8 an, weder Einrichtungen noch Repräsentanten der Irischen Republik anzugreifen.
Die Planungen für die Border Campaign begannen 1950. Um sich Waffen zu beschaffen, überfielen IRA-Kommandos zwischen 1951 und 1955 Armeeeinrichtungen in Nordirland und England. Bei einem Überfall auf die Gough Barracks in der nordirischen Stadt Armagh erbeuteten circa 20 IRA-Mitglieder im Juni 1954 zahlreiche Waffen. Der Angriff auf die britische Militäreinrichtung verschaffte der IRA erhebliche öffentliche Aufmerksamkeit und führte zu einer steigenden Zahl von Neueintritten. Im Oktober 1954 scheiterte der Angriff eines großen IRA-Kommandos auf eine Armeeeinrichtung in Omagh. Dabei wurden acht IRA-Mitglieder verhaftet und später wegen Hochverrats zu sieben bis zwölf Jahren Haft verurteilt. Bei den Britischen Unterhauswahlen 1955 wurden zwei der Verurteilten, Tom Mitchell und Philip Clarke, für die mit der IRA verbundene Partei Sinn Féin ins Unterhaus gewählt. Insgesamt erzielte Sinn Féin über 150.000 Stimmen; die gemäßigte Nationalist Party hatte keine Kandidaten aufgestellt. Nach dem Wahlerfolg glaubte die IRA, ausreichend Rückhalt in der Bevölkerung für die Border Campaign zu haben.
Im Januar 1956 lag der IRA-Führung ein Operationsplan für die Border Campaign vor, der in den Grundzügen nicht mehr verändert und ein Jahr später von der südirischen Polizei Garda Síochána beschlagnahmt wurde. Autor des Plans war Seán Cronin, ein kurz zuvor aus den USA nach Irland zurückgekehrter Journalist, der im Juli 1957 Stabschef der IRA wurde. Dem Plan zufolge sollten durch Methoden des Guerillakriegs und durch an die Bevölkerung gerichtete Propaganda die „Widerstandszentren“ in Nordirland gestärkt werden. Zunächst sollte die Verwaltung dieser Gebiete unmöglich gemacht werden und die Sicherheitskräfte zum Rückzug gezwungen werden. So sollten kleinere „befreite Gebiete“ entstehen, die sich später zu größeren Gebieten zusammenschließen sollten. Das Konzept der IRA wird als stark beeinflusst von den Theorien Mao Zedongs zum Guerillakrieg bewertet; auch wurden Taktiken aus dem Unabhängigkeitskrieg (1919–1921) wieder aufgegriffen. Damals war es der IRA durch den Einsatz fliegender Kolonnen gelungen, Gebiete im Südwesten der Insel weitgehend der Kontrolle durch die Briten zu entziehen. Cronins Plan sah die Bildung von fliegenden Kolonnen mit je 25 Mann vor, die von Basen südlich der Grenze operieren sollten. In ihrer ersten Phase sollte sich die Border Campaign auf den überwiegend von Katholiken bewohnten Westen Nordirlands konzentrieren. Als mögliche Anschlagsziele galten Straßen und Brücken, Polizei- und Militäreinrichtungen sowie Symbole der britischen Herrschaft in Nordirland.
1956 entsandte die IRA circa 20 Organisatoren in die grenznahen Gebiete Nordirlands, die überwiegend von irischen Nationalisten bewohnt waren. Diese sollten IRA-Mitglieder ausbilden, mögliche Anschlagsziele auskundschaften und regelmäßig an das IRA-Hauptquartier in Dublin berichten. Während dieser Planungsphase entschied das IRA-Hauptquartier, die nordirische Hauptstadt Belfast nicht in die Kampagne einzubeziehen, da befürchtet wurde, dass die dortige IRA-Einheit mit Informanten durchsetzt und zu schwach sei, um die katholischen Wohngebiete der Stadt gegen mögliche Angriffe zu verteidigen.

### Verlauf

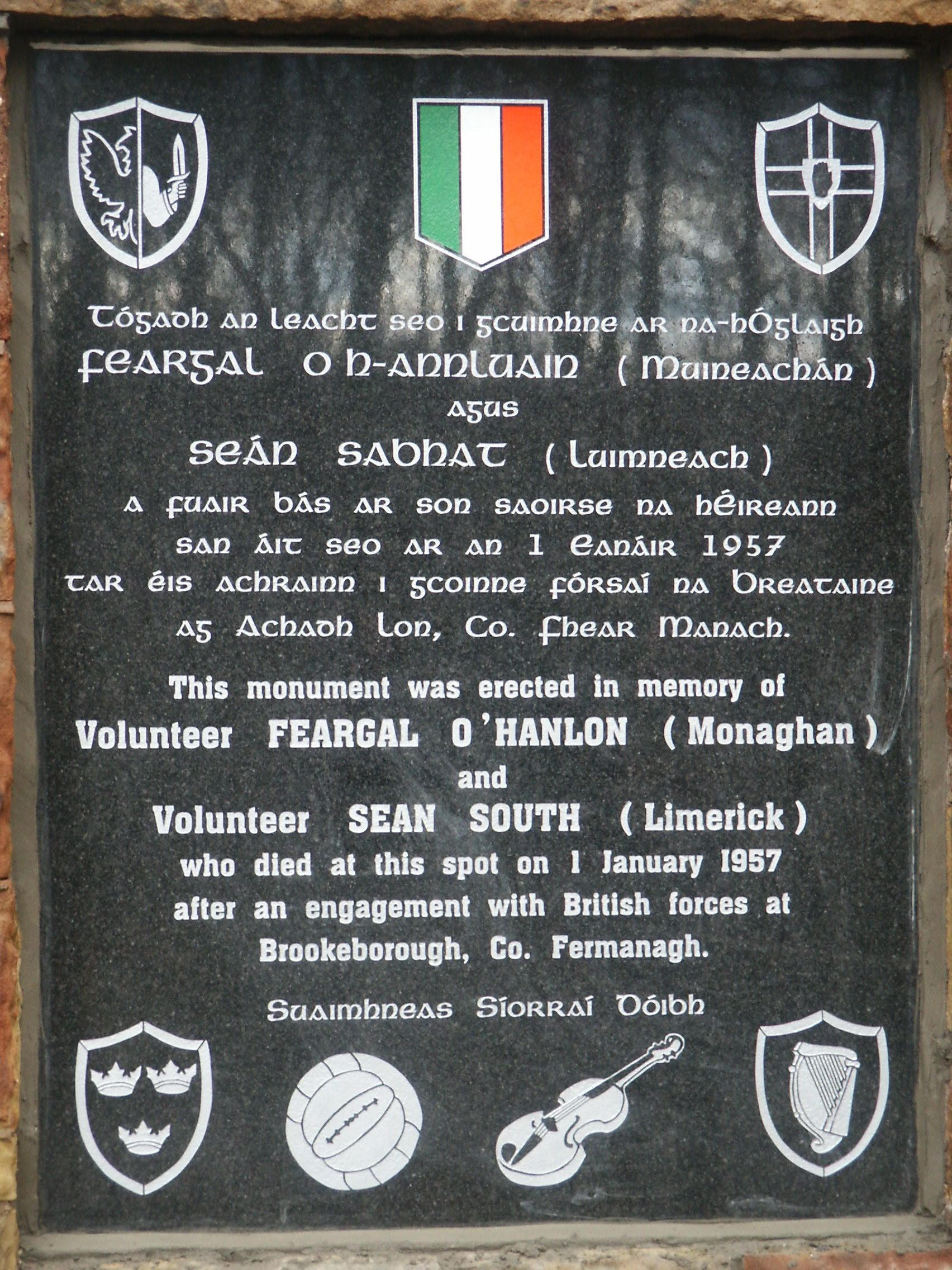
Denkmal für Fergal O’Hanlon und Seán South in Altawark, County Fermanagh.

Die Border Campaign begann in der Nacht zum 12. Dezember 1956 mit einer Serie von Anschlägen im Grenzgebiet Nordirlands, an denen 150 IRA-Mitglieder beteiligt waren. Angegriffen wurden unter anderem Einrichtungen der nordirischen Polizei Royal Ulster Constabulary (RUC) und der britischen Armee, Brücken und ein Gerichtsgebäude. Am 1. Januar 1957 scheiterte ein Angriff eines IRA-Kommandos unter Seán Garland auf die Polizeistation der RUC in Brookeborough, County Fermanagh. Zwei IRA-Mitglieder, Seán South und Fergal O’Hanlon, starben an den Verletzungen, die sie bei dem Anschlag erlitten hatten. Der Angriff in Brookeborough und der Tod der beiden IRA-Mitglieder fand breite Beachtung in der Presse; South und O’Hanlon wurden unter großer öffentlicher Anteilnahme in der Republik Irland beigesetzt. Am 2. März 1957 überfielen IRA-Mitglieder in Donegal einen Güterzug. Der ursprüngliche Plan, den Zug zum Entgleisen zu bringen, scheiterte; stattdessen rollte der Zug führerlos nach Derry und richtete im dortigen Bahnhof erheblichen Sachschaden an.
Als Reaktion auf die Border Campaign setzte nordirische Premierminister Basil Brooke am 15. Dezember 1956 den Civil Authorities (Special Powers) Act (Northern Ireland) von 1922 in Kraft; ein Gesetz, das Justiz und Polizei Sondervollmachten einräumte und die rechtliche Grundlage für Internierungen ohne Gerichtsverfahren war. Zudem wurde die Partei Sinn Féin verboten. Die von den Anschlägen überraschte nordirische Regierung setzte 3.000 RUC-Polizisten und 12.000 Hilfspolizisten, sogenannte B-Specials, ein. Zudem machten britische Pioniere zahlreiche grenzüberschreitende Straßen unpassierbar, um den Verkehr auf 17 von der Polizei kontrollierte Grenzübergänge zu konzentrieren. Im Januar 1957 waren circa 50 Personen in Nordirland interniert; im Oktober 1957 war die Zahl der Gefangenen auf knapp 250 gestiegen. Die nordirische Sondergesetzgebung erlaubte auch die Verhängung von Ausgangssperren, eine Maßnahme, die im August 1957 nach einem Bombenanschlag in der Stadt Newry in Kraft gesetzt wurde und zu Zusammenstößen zwischen der Polizei und Jugendlichen führte.
In der Republik Irland trug die Border Campaign mit zu vorzeitigen Neuwahlen und dem Ende der Regierungszeit von John A. Costello bei: Am 28. Januar 1957 initiierte Clann na Poblachta, eine republikanische Partei um Seán MacBride, ein Misstrauensvotum gegen die Regierung von Costello, unter anderem, weil sich die Regierung nur ungenügend für die Wiedervereinigung Irlands eingesetzt habe. Costello löste das Parlament vorzeitig auf; bei den Neuwahlen im März 1957 erzielte Sinn Féin ungefähr 66.000 Stimmen und vier Mandate. Im Juli 1957 führte Eamon de Valera, der im März erneut die Regierung übernommen hatte, auch in der Republik Irland Internierungen ohne Gerichtsverfahren ein. Anfänglich waren 63 mutmaßliche IRA-Mitglieder in der Republik in Curragh interniert; im März 1958 war ihre Zahl auf 131 gestiegen. Internierte, die sich von Gewalthandlungen lossagten, wurden vorzeitig entlassen. Die letzten Internierten wurden im März 1959 freigelassen. Der IRA gelang es nicht, die Internierten durch Neurekrutierungen zu ersetzen. Die Zahl der Anschläge in Nordirland sank von 341 im Jahr 1957 auf 26 im Jahr 1960. Für einen Teil der Anschläge war Saor Uladh, eine insbesondere in der Grafschaft Tyrone aktive Splittergruppe um Liam Kelly, verantwortlich.
Das anfänglich in der Republik vorhandene öffentliche Interesse an der Border Campaign ließ nach wenigen Monaten nach. Eine Ausnahme bildete die Beisetzung von fünf Menschen, darunter vier IRA-Mitglieder, die bei der vorzeitigen Explosion einer Bombe im November 1957 in Edentubber, ein Ort im County Louth unweit der Grenze zu Nordirland, getötet worden waren. Bei den Wahlen in der Republik 1961 verlor Sinn Féin knapp die Hälfte der Stimmen und alle Mandate. In Nordirland, wo das Verbot von Sinn Féin nicht für die Wahlen zum britischen Unterhaus galt, glaubten die gemäßigten Nationalisten im Vorfeld der Wahl von 1959, Sinn Féin-Kandidaten in allen Wahlkreisen überflügeln zu können. Als Grund wurde das geringe öffentliche Interesse an der Border Campaign und die von den Anschlägen ausgehenden Beeinträchtigungen des Alltags in den ländlichen Gebieten angegeben. Bei der Wahl verlor Sinn Féin im Vergleich zu 1955 mehr als die Hälfte der Stimmen.
Offiziell endete die Border Campaign am 26. Februar 1962 mit einer Erklärung der IRA, der zufolge Waffen und Ausrüstungen deponiert und alle kämpfenden IRA-Mitglieder zurückgezogen worden waren. Als Grund für die Einstellung der Border Campaign wurde die mangelnde Unterstützung durch das irische Volk genannt. Die Einstellung der Anschläge war seit Januar 1961 im Army Council der IRA diskutiert worden, da Waffen und Munition fehlten, finanzielle Probleme bestanden und wichtige Mitglieder verhaftet worden waren. Nach Angaben von Beteiligten gab es innerhalb der IRA-Führung keine ernsthafte Opposition gegen die Entscheidung. Insgesamt starben zwischen 1956 und 1961 17 Menschen, davon elf Republikaner und sechs Polizisten der RUC. Nach Angaben der nordirischen Regierung entstand ein Sachschaden von £ 1 Million; die zusätzlichen Ausgaben für Sicherheitsmaßnahmen betrugen ungefähr £ 10 Millionen.

### Folgen
Das Ende der Border Campaign markierte einen Tiefpunkt für die republikanische Bewegung. IRA war auf eine kleine Splittergruppe geschrumpft, die sich im Zustand innerer Zerrissenheit befand. Die Führung zog aus dem Scheitern der Grenzkampagne die Lehre, dass der bewaffnete Kampf ein Irrweg sei und orientierte sich zunehmend an linken Ideologien wie dem Marxismus. Die Waffenbeschaffung wurde eingestellt; viele Veteranen kehrten der Bewegung den Rücken.
Im Februar 1967 gründete sich die nordirische Bürgerrechtsbewegung, die ein Ende der Diskriminierung der katholischen Minderheit erreichen wollte. In der Bürgerrechtsbewegung waren Vertreter des linken Flügels der Republikaner aktiv, ohne einen dominierenden Einfluss auf die Bewegung auszuüben. Angriffe loyalistischer Extremisten auf Demonstrationen der Bürgerrechtsbewegung, die durch ein parteiisches Verhalten der RUC begünstigt wurden, führten zu schweren Unruhen, zu deren Beendigung im August 1969 die britische Armee eingesetzt wurde. Zuvor hatten loyalistische Extremisten ganze Straßenzüge in den katholischen Vierteln Belfasts niedergebrannt. Mangels Waffen war die Belfaster IRA kaum in der Lage, die Übergriffe zu verhindern und damit ihre seit den 1920er Jahren bestehende Funktion als Verteidigerin der katholischen Stadtviertel auszufüllen. Ende 1969 spaltete sich die IRA in einen marxistisch orientierten Flügel, die Official IRA, sowie einen größeren, gewaltbereiteren und nationalistisch orientierten Flügel, die Provisional IRA, die zu einem der Hauptakteure des Nordirlandkonflikts wurde.

## Bewertungen
Michael Rainsborough, Professor für strategische Theorie am King’s College, bewertete die Strategie der IRA in der Border Campaign als „elitär“. Auch bedingt durch das Verbot Sinn Féins in Nordirland wurden keine Versuche unternommen, der eigenen Anhängerschaft oder der Öffentlichkeit zu erklären, was mit der Anwendung von Gewalt erreicht werden solle. Die IRA habe sich in einem Zustand doktrinärer Unbeweglichkeit befunden und sei weder in der Lage gewesen, alternative, nicht-militärische Optionen zu entwickeln noch die eigenen politischen Ziele den tatsächlichen militärischen Fähigkeiten anzupassen. Dies habe zur Isolation und Niederlage der IRA geführt.
Für Michael Farrell, führendes Mitglied der nordirischen Bürgerrechtsbewegung, hatte sich die IRA auf die Politik des bewaffneten Kampfes beschränkt. Es sei keine bedeutende politische Organisation vorhanden gewesen, mit der die Anhängerschaft mobilisiert werden konnte. Somit habe sich kein „Massenwiderstand“ entwickelt, der zur Ergänzung eines Guerillakrieges erforderlich sei. Für die nordirische Regierung sei die Border Campaign nur ein Ärgernis, aber keine Bedrohung gewesen, so Farrell.
Seán Cronin, der Planer der Border Campaign, nannte 1980 als entscheidenden Grund für ihr Scheitern, dass Sinn Féin nicht von der Unterstützung der Minderheit in Nordirland profitieren und die Unterstützung nicht festigen konnte. Zudem sei die Bewaffnung der IRA unzureichend gewesen, es habe an Geld gefehlt und die IRA sei in Nordirland nur unzureichend organisiert und in vielen Landesteilen nicht existent gewesen. Die IRA der 1950er Jahre sei „engstirnig“ und nicht in der Lage gewesen, die politischen und sozialen Bedingungen der Zeit aufzunehmen. Der Einsatz von Gewalt durch die IRA habe nicht den Interessen der Minderheit in Nordirland entsprochen, so Cronin.